# Loxura takioi
Loxura takioi är en fjärilsart som beskrevs av Hayashi 1976. Loxura takioi ingår i släktet Loxura och familjen juvelvingar. Inga underarter finns listade i Catalogue of Life.